# Teddy Sheringham
Edward Paul "Teddy" Sheringham (ur. 2 kwietnia 1966 roku w Londynie) – angielski piłkarz występujący na pozycji napastnika. Karierę zakończył w wieku 42 lat w klubie Colchester United F.C.

## Kariera klubowa
Teddy Sheringham zawodową karierę rozpoczynał w 1982 roku w Milwall. Dla tego zespołu rozegrał ponad 200 spotkań ligowych i strzelił niemal 100 goli. W czasie pobytu w Milwall był dwukrotnie wypożyczany. Najpierw do drużyny Andershot, a później do szwedzkiego Djurgårdens IF. Sezon 1991/92 spędził w Nottingham Forest, w barwach którego w 42 meczach zdobył czternaście bramek. W późniejszym okresie występował w Tottenhamie Hotspur, dla którego zaliczył 166 występów. Dla "Kogutów" strzelił wówczas 76 goli. W 1997 roku Sheringham podpisał kontrakt z Manchesterem United, z którym trzy razy zdobywał mistrzostwo kraju oraz zwyciężał w rozgrywkach Ligi Mistrzów, Pucharu Interkontynentalnego oraz Pucharu Anglii, to właśnie w Manchesterze miał swoje najlepsze lata. Później powrócił do Tottenhamu, w sezonie 2002/03 reprezentował barwy Portsmouth, a następnie zasilił West Ham United. W lipcu 2007 roku angielski napastnik podpisał kontrakt z Colchester United, gdzie zakończył piłkarską karierę.

## Kariera reprezentacyjna
W reprezentacji Anglii Sheringham występował w latach 1993–2002 (debiut 29 maja w meczu z Polską w Chorzowie). W drużynie narodowej rozegrał 51 meczów, w których strzelił jedenaście bramek. Wystąpił na Mistrzostwach Europy 1996, Mistrzostwach Świata 1998 oraz 2002.